# 广东人民抗日解放军司令部旧址
广东人民抗日解放军司令部旧址，位于中国广东省江门市鹤山市宅梧镇靖村余氏宗祠后楼，为广东省文物保护单位，类型为近现代重要史迹及代表性建筑，公布时间为2019年4月。
广东人民抗日解放军司令部旧址的历史年代为1945年。